# Vera Scarth-Johnson

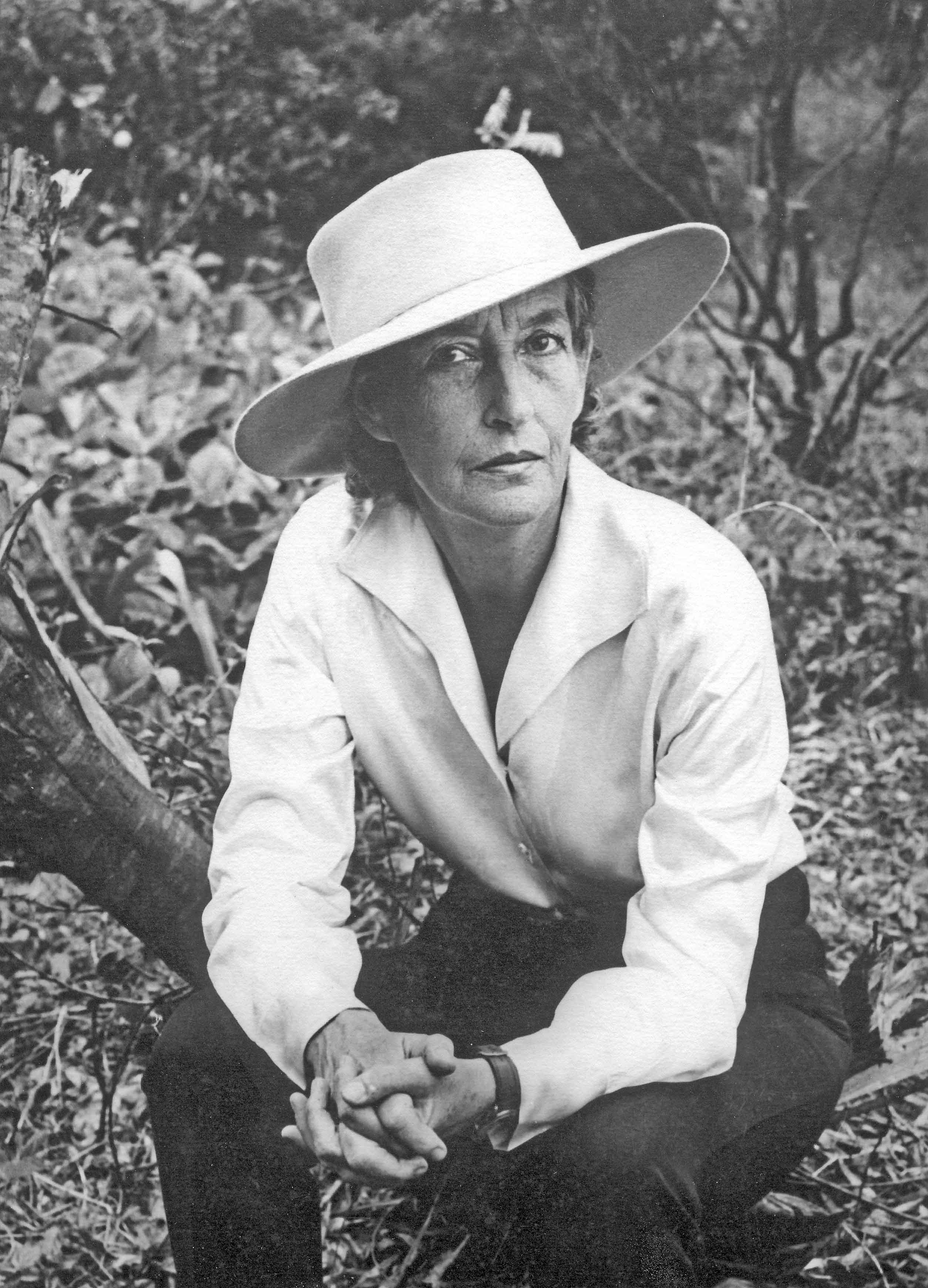
Vera Scarth-Johnson

 Vera Elizabeth Scarth-Johnson (* 1912 in Morley (West Yorkshire), England; † 19. Mai 1999 in Cooktown, Australien) war eine britisch-australische Biologin, Illustratorin und Naturschützerin. Sie war eine Aquarellkünstlerin, die sich auf die einheimische Flora von Cooktown und das Gebiet des Endeavour River spezialisierte.

## Leben und Werk
Scarth-Johnson war die Enkelin eines Industriellen und ging in der Nähe des Geburtsortes von James Cook zur Schule. Ihre Familie schickte sie nach Paris, wo sie die Hochschulreife erwarb. Anschließend studierte sie Kunst am Leeds College of Art und Gartenbau am Hertfordshire Institute of Agriculture des St Albans College. Da sie keine Anstellung fand, unterstützte ihr Großvater sie finanziell beim Aufbau einer eigenen Schweinezucht und Gärtnerei.
Sie zog 1947 nach Australien und nach einem kurzen Aufenthalt in Victoria (Australien) baute sie in der Nähe von Bundaberg eine Zuckerrohrfarm auf. Sie interessierte sich weiterhin für Botanik und malte und skizzierte australische Blumen und errichtete einen Garten mit wilden Pflanzen. Sie reiste viel durch Australien und besuchte einige pazifische Nationen, wo sie Pflanzen sammelte und zeichnete. Mitte der 1960er Jahre begann sie eine Verbindung mit den Royal Botanic Gardens (Kew) und sie schickte ihre Exemplare an die Herbarien des Royal Botanic Gardens (Kew) und rund 1700 Exemplare nach Queensland.
Sie setzte sich erfolgreich für den Schutz des Wallum Country an der Küste im Südosten von Queensland ein und spendete 93 Hektar Heideland, das als Wildreservat in der Gegend von Coonarr erhalten werden sollte und welches 2006 zum Scarth-Johnson Wildflower Reserve ernannt wurde.

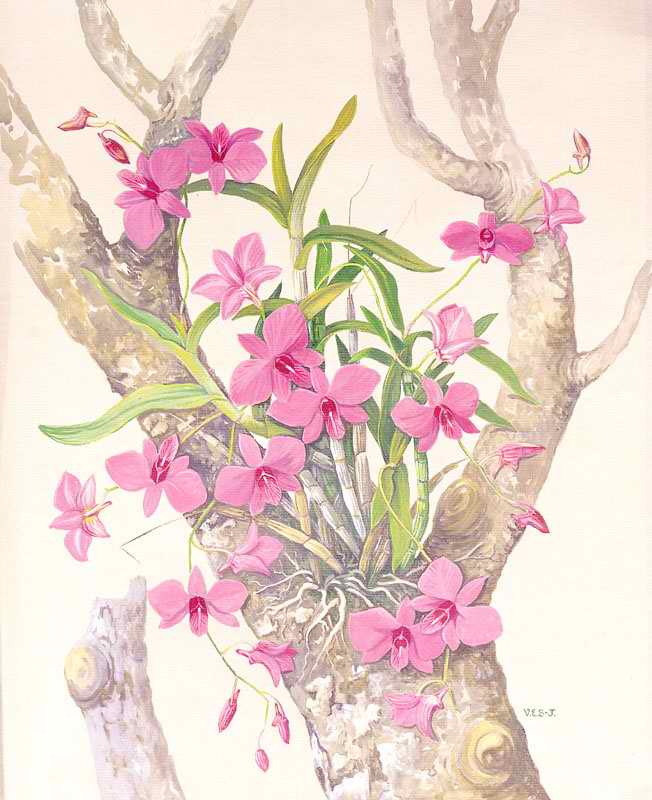
Illustration der Cooktown-Orchidee von Vera Scarth-Johnson

Scarth-Johnson zog 1972 im Alter von 60 Jahren nach Cooktown und setzte sich für die Erhaltung des Endeavour River-Gebietes ein. Mit Freunden des australischen Ureinwohnervolkes Guugu Yimithirr unternahm sie ausgedehnte Reisen entlang des Flusses, um jede Art zu lokalisieren und die Namen und Verwendungszwecke der Aborigines von jeder Pflanze aufzuzeichnen. Inspiriert von der frühen botanischen Arbeit von Joseph Banks und Daniel Solander auf James Cooks Entdeckungsreise wollte sie die 200 bekannten Pflanzenarten malen, die entlang des Endeavour River wachsen. Sie konnte jedoch nur 160 Zeichnungen fertigstellen, da sie an der Parkinson-Krankheit erkrankte.
1990 hinterließ sie den Einwohnern von Cooktown ihre Sammlung botanischer Illustrationen, die heute in einem eigens errichteten Gebäude, der  Vera Scarth-Johnson Interpretive Centre and Art Gallery im örtlichen Botanischen Garten aufbewahrt werden.

## Auszeichnungen
- 1996: Order of Australia

## Veröffentlichungen (Auswahl)
- Wildflowers of the Warm East Coast. The Jacaranda Press, Brisbane, 1967.
- Wildflowers of New South Wales. The Jacaranda Press, Brisbane, 1968.
- National Treasures: Flowering plants of Cooktown and Northern Australia. 2000. Vera Scarth-Johnson Gallery Association Inc. 2000, ISBN 0-646-39726-5.